# Adam Ludwig Lewenhaupt
Adam Ludwig Lewenhaupt (Copenaghen, 15 aprile 1659 – Mosca, 12 febbraio 1719) è stato un generale svedese, particolarmente noto per le sue attività durante la grande guerra del Nord.

## Biografia
Nato dal conte Ludvig Wierich Lewenhaupt (generale dell'esercito svedese e membro del Consiglio del Regno) e dalla contessa Charlotte von Hohenlohe, rimase orfano all'età di nove anni; dopo l'infanzia trascorsa nel castello di famiglia di Charlottenborgs slott, studiò presso l'Università di Lund nonché a Rostock, Wittenberg e Uppsala grazie alla protezione concessa dal nobile di corte Per Brahe il Giovane. Inizialmente si dedicò alla carriera diplomatica, ma stentando ad affermarsi scelse poi quella militare.
Reclutato da Nils Bielke, generale svedese in forza al Sacro Romano Impero, nel 1684 entrò come ufficiale nell'esercito dell'Elettorato di Baviera partecipando poi alla guerra austro-turca del 1683-1699; lasciato l'esercito bavarese nel 1686, nel 1689 si sposò con la cugina Brita Dorothea Lewenhaupt e nel 1691 fu poi reclutato nelle forze armate della Repubblica delle Sette Province Unite, partecipando quindi alla guerra della Grande Alleanza contro la Francia al termine della quale fu promosso colonnello. Rientrato in patria nel 1697, alla vigilia dello scoppio della grande guerra del Nord nel 1700 fu reclutato nelle forze armate svedesi, assumendo il comando di un reggimento di fanteria di nuova formazione.
Nel corso della campagna intrapresa dal re Carlo XII di Svezia nel territorio della Confederazione polacco-lituana, Lewenhaupt ottenne il comando di una piccola armata indipendente con il compito di mantenere il controllo della regione della Curlandia e di respingere le forze russe giunte in soccorso dei polacco-lituani: il 20 marzo 1703 Lewenhaupt ottenne la sua prima importante vittoria sconfiggendo un'armata russo-lituana nella battaglia di Saladen, ottenendo poi una seconda vittoria nel corso della battaglia di Jakobstadt il 5 agosto 1704; dopo aver inflitto una pesante sconfitta ai russi del maresciallo Boris Petrovič Šeremetev nella battaglia di Gemauerthof (26 luglio 1705), nel 1706 Lewenhaupt ottenne la promozione a generale di fanteria nonché la nomina a governatore di Riga. Si fece la reputazione di comandante cauto, ma molto attento al benessere dei propri uomini.

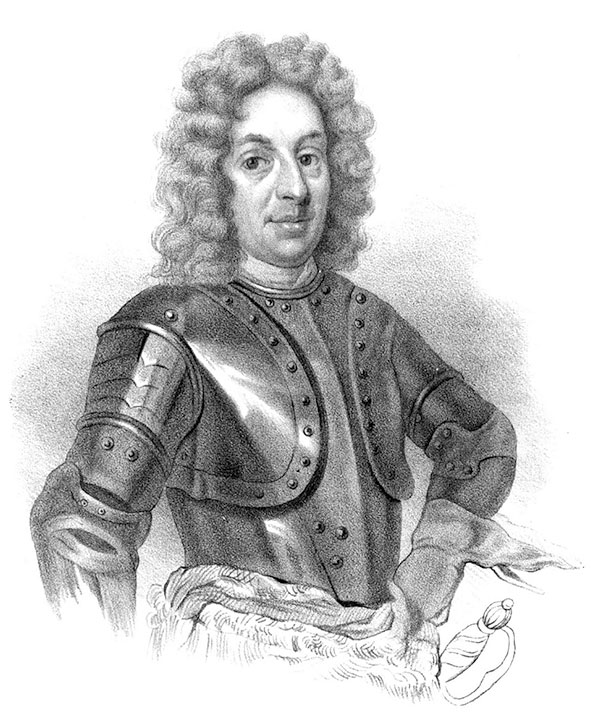
Lewenhaupt in una stampa del XIX secolo.

Dopo le vittorie riportate da Carlo XII ai danni delle forze polacche e dei loro alleati sassoni, nel settembre del 1707 gli svedesi lanciarono un'offensiva alla volta di Mosca nel tentativo di obbligare la Russia alla pace; a Lewenhaupt venne ordinato di ricongiungersi all'armata di Carlo XII sul confine russo-polacco guidando un contingente di rinforzo, e a fine giugno del 1708 il generale lasciò Riga alla testa di 12.000 uomini e un vasto convoglio di carri pieni di rifornimenti. La marcia della colonna fu molto rallentata dalle pessime condizioni delle strade, che fecero saltare la tabella di marcia; il 9 ottobre seguente, mentre ormai la forza di Lewenhaupt era a poche decine di chilometri dall'armata di Carlo XII, gli svedesi furono intercettati da una colonna di truppe russe guidate dal principe Aleksandr Menšikov e dallo stesso zar Pietro I mentre erano intenti a cercare un guado sul fiume Sož, vicino al confine tra Russia e Confederazione polacca.
La successiva battaglia di Lesnaja fu uno scontro duro e dall'esito incerto: l'attacco di Lewenhaupt non riuscì a mettere in rotta i russi, ma gli svedesi ressero alla pressione del nemico e riuscirono a mantenere le posizioni; con le spalle al fiume e ritenendo la propria posizione insostenibile, Lewenhaupt ordinò una ritirata quella sera stessa, ma le truppe svedesi si disgregarono durante il ripiegamento condotto al buio e diversi reparti furono presi prigionieri dai russi. Lewenhaupt riuscì a ricongiungersi all'armata di Carlo XII a metà ottobre, ma metà della sua forza originaria era andata perduta come pure l'intera colonna di rifornimenti; a corto di viveri a causa della tattica della terra bruciata messa in atto dai russi, il sovrano dovette abbandonare la strada per Mosca e fare rotta invece per l'Ucraina, dove sperava di ottenere rifornimenti dai cosacchi ribelli allo zar. Lewenhaupt assunse il comando generale della fanteria dell'armata di Carlo, ma si trovò spesso in contrasto con il maresciallo Carl Gustav Rehnskiöld, comandante della cavalleria, soprattutto dopo che questi fu messo alla guida dell'intera armata a seguito del ferimento del monarca in un'azione minore nel giugno del 1709.
L'8 luglio 1709 Lewenhaupt guidò la fanteria svedese durante la battaglia di Poltava, scontro decisivo di tutto il conflitto: disgregate dal dover espugnare alcune fortificazioni, le truppe svedesi caricarono l'armata russa solo per essere accolte da un massiccio fuoco di artiglieria e fucileria, venendo ributtate indietro e ripiegando in disordine inseguite dalla cavalleria nemica; anche se Lewenhaupt riuscì a salvare parte delle sue forze, una buona metà dell'armata svedese venne annientata e Rehnskiöld preso prigioniero. Carlo XII condusse i resti delle sue forze verso sud, fermandosi poi sulle rive del fiume Dnepr nei pressi del villaggio di Perevolochna: non c'erano ponti o guadi su cui l'intera armata potesse transitare, e Carlo attraversò in barca il fiume con una piccola scorta lasciando il comando delle truppe a Lewenhaupt, con il compito di proseguire verso sud-est alla volta della Crimea. Prima ancora che il generale potesse organizzare la manovra, l'11 luglio 1709 gli svedesi furono raggiunti a Perevolochna da una piccola forza russa comandata dal principe Menšikov: Lewenhaupt schierò l'armata per la battaglia, ma il morale delle truppe era bassissimo dopo la sconfitta di Poltava e gli ufficiali poco convinti della riuscita di uno scontro; dopo lunghe negoziazioni con Menšikov, Lewenhaupt accettò l'offerta di resa e si consegnò ai russi con tutte le sue forze.
Prigioniero dei russi, Lewenhaupt morì poi a Mosca il 12 febbraio 1719.